# フトモモ
フトモモ（蒲桃、学名: Syzygium jambos）はフトモモ科の常緑高木。東南アジア原産の果樹。フトモモの名は中国名の蒲桃（ほとう、拼音: pútáo プータオ）が由来。

## 特徴

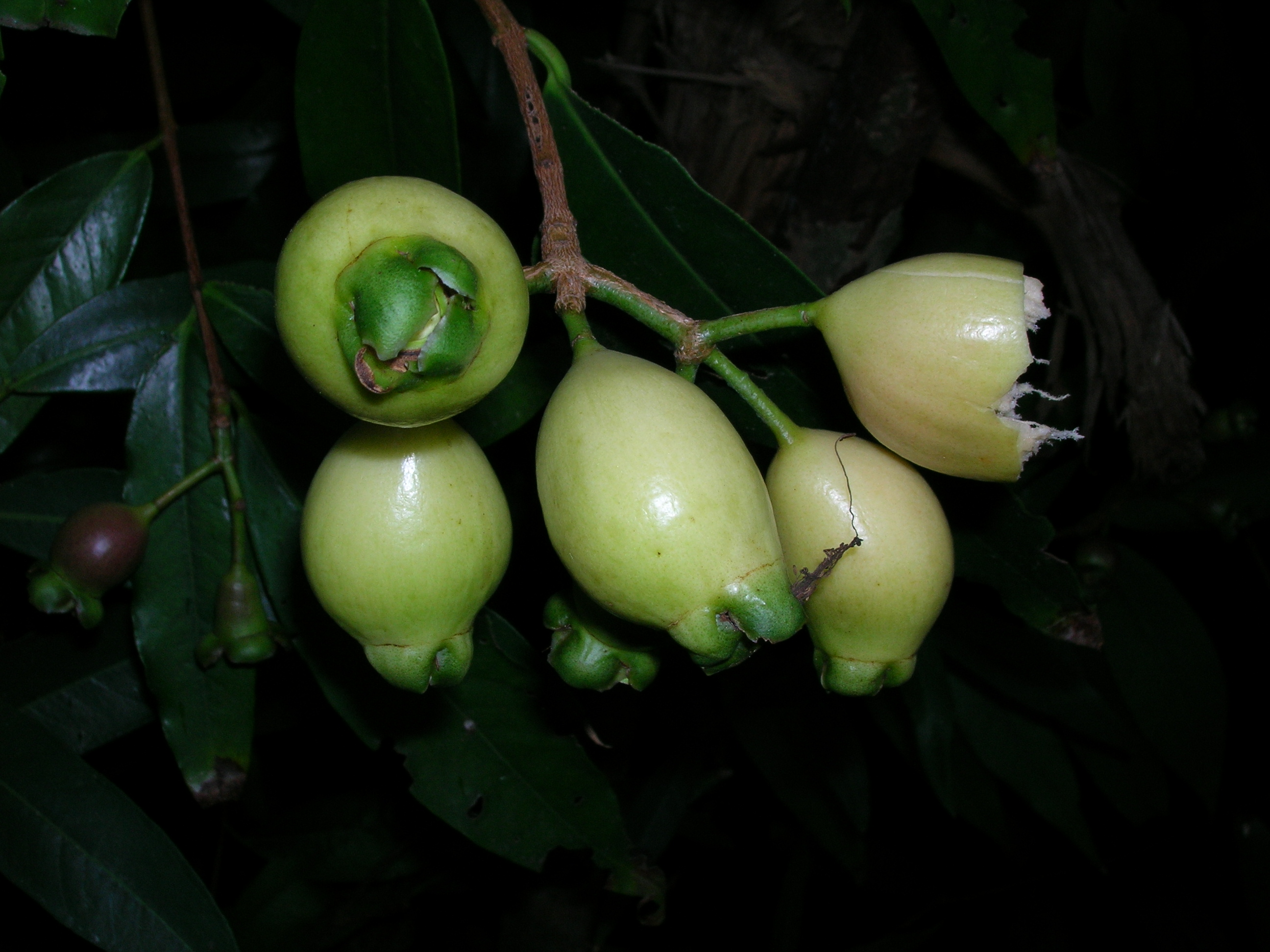
フトモモの果実(ハワイ・マウイ島)

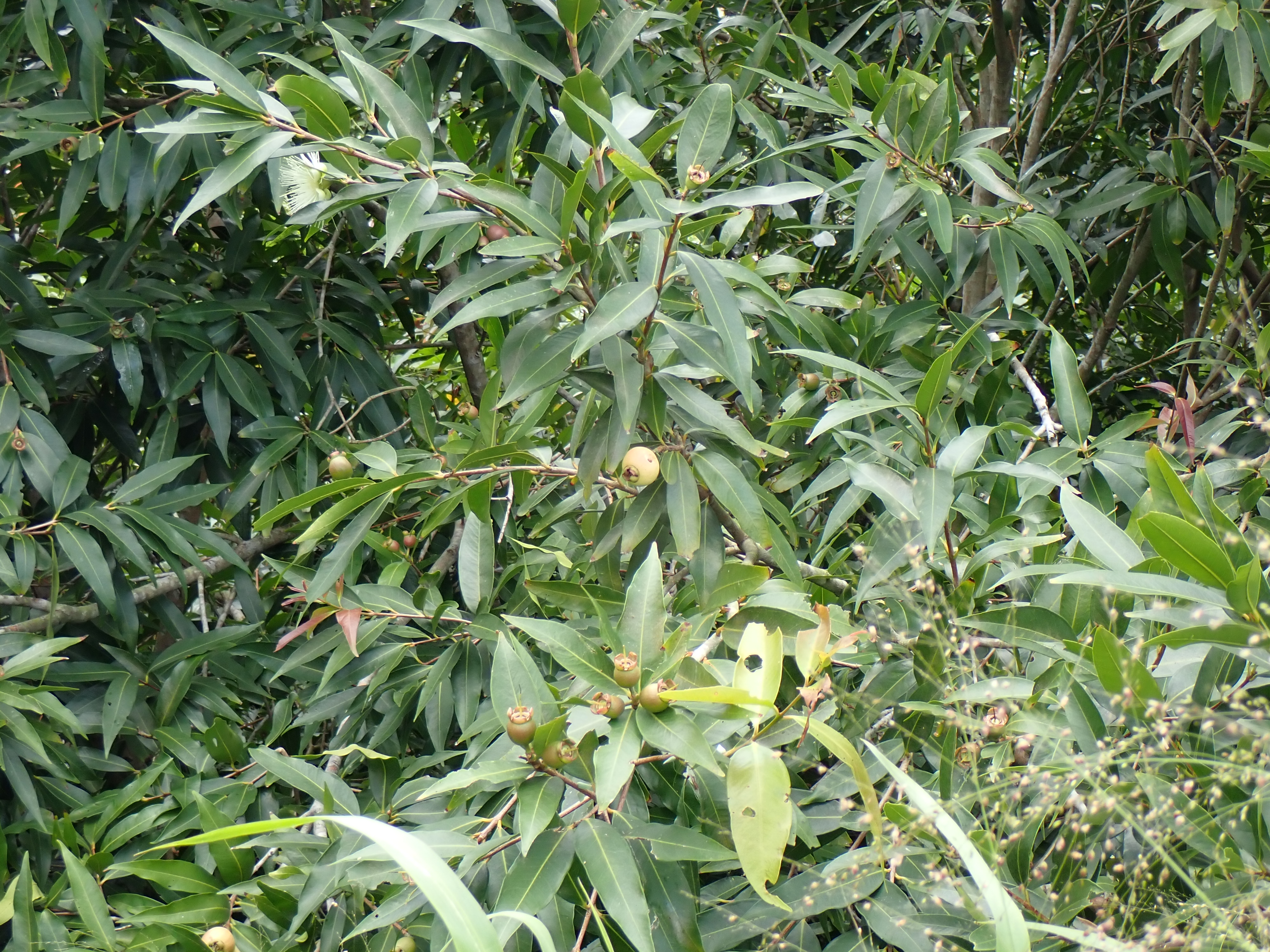
野生化したフトモモ
（沖縄県石垣市大浜　宮良川岸）

花期は5月頃。花は直径3cmほどで花弁は白く、雄蕊が多くて目立つ。果実は夏に黄色く熟し、径4cmほど。味は薄いがバラのような芳香があって食べられる。このことから、英語名はローズアップル(Rose apple)という。
沖縄では古くから栽培され、現在はあまり栽培されないが、野生化している。また、ハワイ諸島、レユニオン島、ガラパゴス諸島、そしてオーストラリアと中米の一部で野生化して問題となっている。